# 飛騨古川駅
飛驒古川駅（ひだふるかわえき）は、岐阜県飛驒市古川町金森町にある、東海旅客鉄道（JR東海）高山本線の駅である。駅番号はCG28。

## 概要
観光の街、飛驒市の代表駅である。また、JR東海の自社管理有人駅では最北端となる。
特急「ひだ」の1往復が当駅で折り返す。また、以前の急行「たかやま」や名古屋鉄道（名鉄）から直通していた特急「北アルプス」の一時期における終着駅であった。
2004年の台風被害・線路流失の影響に伴い、特急「ひだ」は当駅 - 富山駅間運行をとりやめ、全て当駅止まりで名古屋方面へ折り返していたが、2007年9月8日に角川駅 - 猪谷駅間が復旧し、再び富山行きの列車が設定された。毎年4月に起し太鼓等の古川祭が行われる際には夜間に臨時列車が運行される。

## 歴史
- 1934年（昭和9年）10月25日：鉄道省高山本線飛騨小坂駅 - 坂上駅間開通時に開設[1][2]。旅客・貨物取扱開始[3]。
- 1984年（昭和59年）1月10日：貨物取扱廃止[3]。
- 1985年（昭和60年）3月14日：荷物扱い廃止[3]。
- 1987年（昭和62年）4月1日：国鉄分割民営化に伴い、東海旅客鉄道（JR東海）の駅となる[3]。
- 2025年（令和7年）10月1日：美濃太田方面でICカード「TOICA」の利用が可能となる（予定）[5]。

## 駅構造

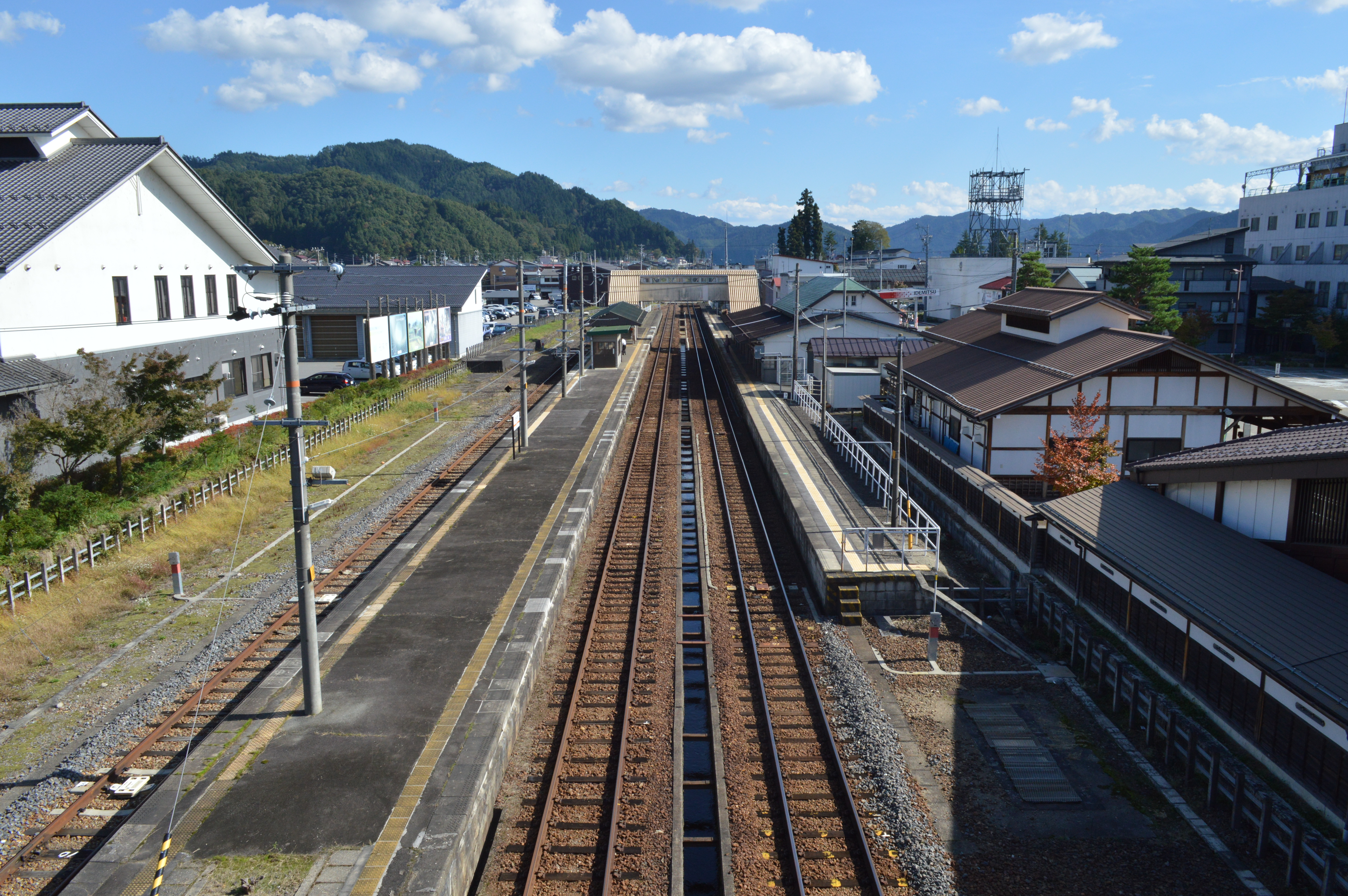
駅西側の跨線橋から

単式ホーム1面1線、島式ホーム1面2線、計2面3線の地上駅。大半の列車は駅舎側の1番線に発着する。互いのホームは跨線橋で連絡している。木造駅舎を備える。
高山駅管理の直営駅。高山駅所属の助役が駅長として駐在する。JR全線きっぷうりば設置駅。自動券売機と飲料自販機が設置されている。自動改札機やエレベーターは設置されていない。高山駅同様、改札は列車ごとに行われる。以前はキヨスクが設置されていたが2012年12月限りで撤退した。改札と窓口は1人の社員が担当している。繁忙期の古川祭や行楽シーズンには管理駅の高山駅より助役や社員が増員される。
2022年3月12日より、営業時間が短縮され、特急が発着する時間帯（9:00 - 18:30）以外の時間は無人化された。営業時間外でも指定席券売機が稼働しているため切符購入は可能。

### のりば
| 番線 | 路線        | 方向 | 行先           | 備考           |
| ---- | ----------- | ---- | -------------- | -------------- |
| 1    | CG 高山本線 | 下り | 富山方面       | 特急含む       |
| 1    | CG 高山本線 | 上り | 高山・下呂方面 | 特急含む       |
| 2・3 | CG 高山本線 | 上り | 高山・下呂方面 | 普通列車の一部 |

- 折り返し列車も含め、ほとんどの列車が1番線に発着する。2021年3月改正ダイヤにおいて、2・3番線は行違いを行う上り列車が1本ずつ使用するのみである[注釈 2]。

## 貨物取扱
以前貨物取扱があった頃には専用線が接続していた。 駅北側には名古屋営林局貯木場専用線があり当初は原木発送が行われていたが、後にパルプ工場向け木材チップ発送も開始された。主な発送先は奥田駅（興人富山工場）であった。1967年（昭和42年）より奥田駅と当駅間で木材チップの専用列車が設定された。このチップ専用列車は全国初であり、当時の貨物列車と比べて輸送時間を4時間短縮するなどの成果をあげた。また、岐阜方にはデンカセメント飛騨古川サービスステーションへの専用線が分岐しており、青海駅（デンカ青海工場）からセメントが到着していた。いずれも1984年（昭和59年）までに休止若しくは廃止となり、1984年ダイヤ改正に伴い、貨物取扱は廃止となった。

## 利用状況
「岐阜県統計書」によると、近年の1日平均乗車人員の推移は以下の通り。
| 年度   | 1日平均 乗車人員 |
| ------ | ---------------- |
| 2000年 | 574              |
| 2001年 | 537              |
| 2002年 | 580              |
| 2003年 | 518              |
| 2004年 | 496              |
| 2005年 | 497              |
| 2006年 | ー               |
| 2007年 | 530              |
| 2008年 | 530              |
| 2009年 | 471              |
| 2010年 | 419              |
| 2011年 | 393              |
| 2012年 | 417              |
| 2013年 | 429              |
| 2014年 | 407              |
| 2015年 | 401              |
| 2016年 | 428              |
| 2017年 | 426              |

## 駅周辺
旧古川町観光名所の北側に隣接しており、徒歩でのアクセスが可能。
- 総合案内所 - 駅に隣接。観光案内所・バス待合室・物産販売・公衆トイレなどの複合機能をもち、「駅は隣である」旨の表示がある。
- 駅前広場 - 駅前に設置された看板は、当地出身の書家である茂住修身（元号「令和」の揮毫者、内閣府辞令専門職）によるものである[7]。
- 飛騨市役所
- 飛騨市図書館[4][8][9][10]
- 飛騨古川まつり会館[11]
- 飛騨の匠文化館[11]
- 飛騨古川さくら物産館[8]
- 飛騨市文化交流センター
- 飛騨市美術館
- 国道41号
- 岐阜県立吉城高等学校

## 作品の描写

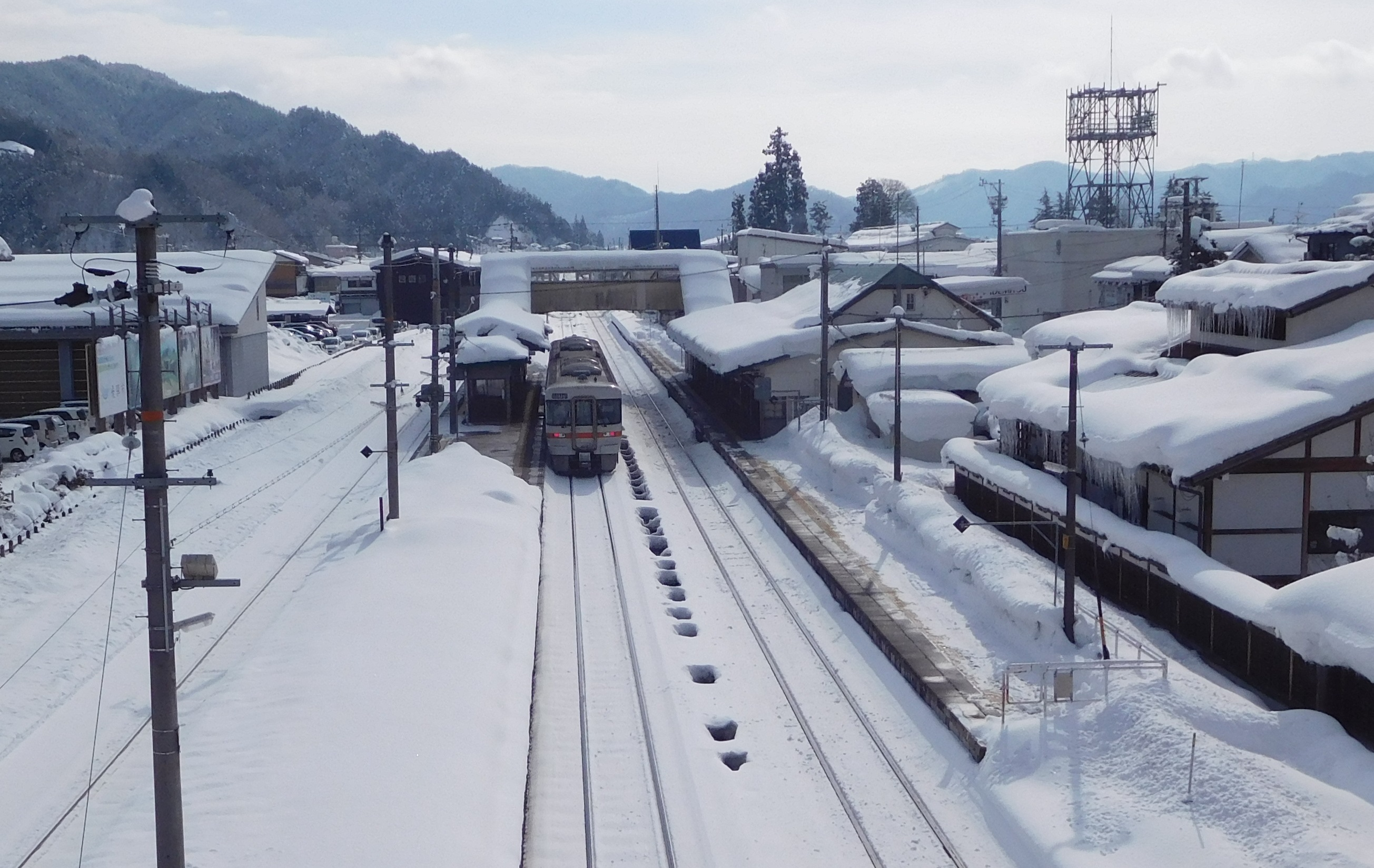
「君の名は。」内のシーンと同じ位置に停車する列車

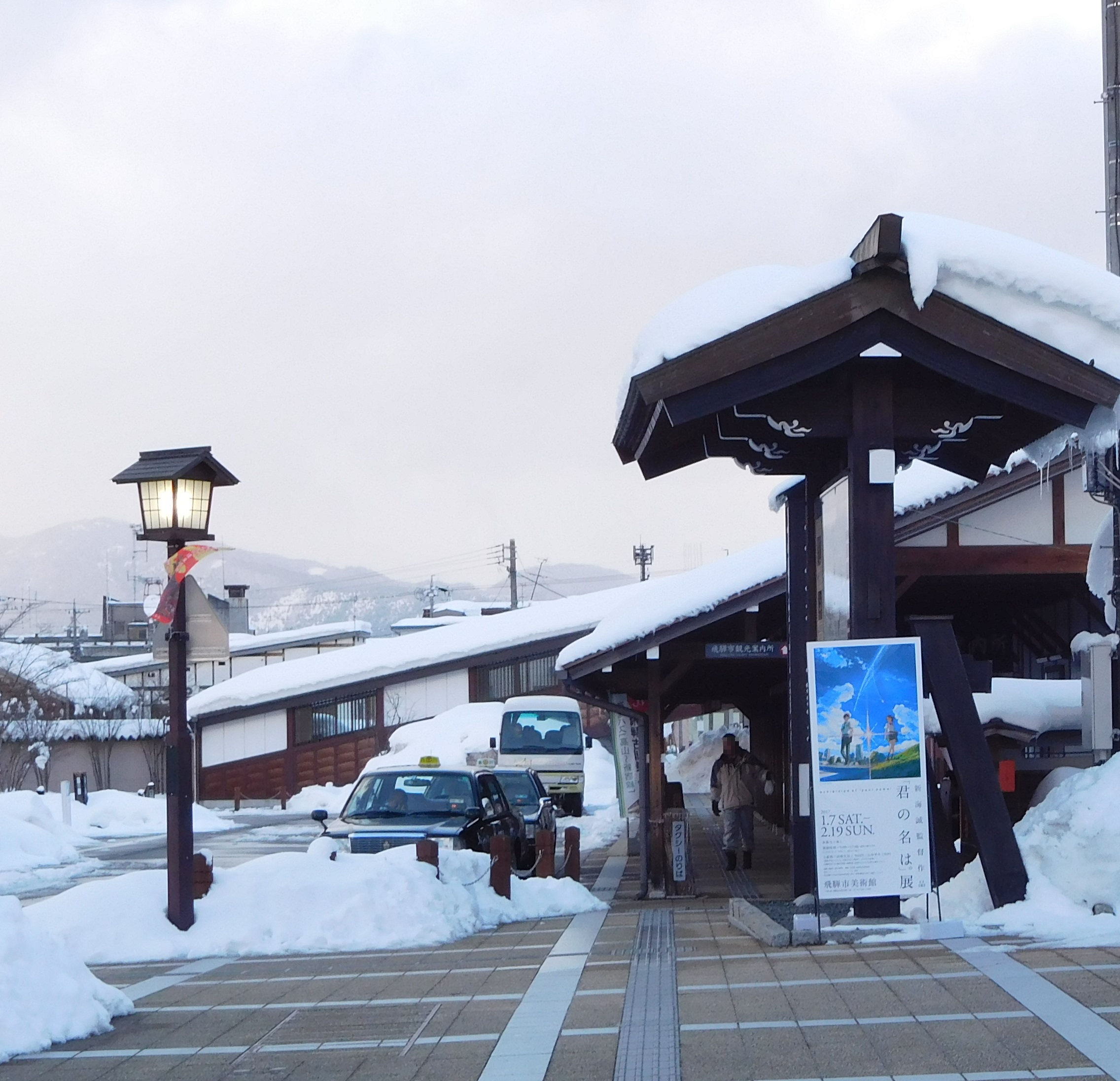
瀧が聞き込みをするシーンに登場する駅前ロータリー

2016年8月公開のアニメ映画『君の名は。』では当駅が描かれており、いわゆる「聖地巡礼」の観光客が公開後には増加した。
映画と同じシーンを撮れるのは9：57 - 10：01であると言われているが、実際の「君の名は。」の公開日から2017年3月3日の高山本線キハ85系の実際の定期運用ダイヤにおいて、当駅北側跨線橋では午前中の特急「ひだ」1 - 4号で貫通扉車の号車を見ることが出来るものの、9：57-10：01はキハ25形気動車運用である普通列車1826Dが該当し、猪谷行との交換列車もあるために、特急「ひだ」運用キハ85系でなおかつ対向路線に交換列車が無いと言うのはフィクションであり、また実際には特急「ひだ」は1番線（橋梁から視線右側の線路）にしか停車しない。なお当駅におけるワンシーンの絵柄を使用したコラボTOICAが2017年4月に事前予約限定で発売されたが、当駅ではTOICAを使用することができない。
前述のホームのシーン以外にも駅舎内や駅前のタクシー乗り場が映画に登場する。タクシー乗り場で主人公の瀧が運転手に糸守町について尋ねるシーンで「宮川」と言う会社のタクシーが描写されているが、宮川タクシーは現実に飛騨古川駅前で営業している（ただしタクシーの色は映画と現実で異なる）。
ただし、2017年5月に運行された急行「ぬくもり飛騨路」号（土日祝日の6日間限定運行）では、前述通りにキハ85系が定期列車では1番線でしか停車しない一方、キハ85系2番線入線を再現した（2番線には高山方面から直接入線出来ないため、一度飛騨細江駅まで回送して折返し）。

## 隣の駅
※特急「ひだ」の隣の停車駅は列車記事参照。
東海旅客鉄道（JR東海）
CG 高山本線
飛驒国府駅 - 飛驒古川駅 (CG28)  - 杉崎駅